# إرشادات إتاحة محتوى الويب
إرشادات إتاحة محتوى الويب (بالإنجليزية: Web Content Accessibility Guidelines)‏ يُشار إليها اختصاراً (WCAG) هي جزء من سلسلة متتالية من الإرشادات التي نشرتها رابطة الشبكة العالمية (W3C) لإتاحة الوصول. وهي تتألف من مجموعة من المبادئ التوجيهية بشأن جعل محتوى الويب سهل المنال، في المقام الأول لذوي العاقة من مستخدمي الويب، ولكن أيضا لباقي مستخدميه، وأيضاً لتسهيل عرض أي متصفح ويب لمحتويات صفحات الويب، وأيضاً لتحسين عرض محتوى الويب على الهواتف الجوالة. وقد صدرت الكثير من القوانين في العديد من الدول على أساس قواعد محتوى الويب (WCAG) تحت مسمى إتاحة الوصول.

## أولويات ومستويات إرشادات إتاحة محتوى الويب
قواعد اتاحة محتوى الويب لها ثلاثة مستويات من الأولوية:
- الأولوية 1 : يجب على أي صفحة ويب استيفاء هذه الشروط، والا فانه سيكون من المستحيل لواحد أو أكثر من مجموعات ألمستخدمين (مثلا ضعيفي ألبصر أو ألسمع أو حتى مستعملي أجهزة ذات شاشة صغيرة كالهواتف الجوالة) من الوصول إلى محتويات الويب. تطابق صفحة ويب مع هذا المستوى يوصف بانه «أ».
- الأولوية 2 : يجب على أي صفحة ويب استيفاء هذه الشروط، وإلا فان بعض المجموعات ستجد صعوبة في الوصول إلى محتويات الويب. تطابق صفحة ويب مع هذا المستوى يوصف بانه «أأ».
- الأولوية 3 : يجب على أي صفحة ويب استيفاء هذه الشروط، من أجل ان يجعل من الأسهل لبعض الجماعات من الوصول إلى محتويات الويب. تطابق صفحة ويب مع هذا المستوى يوصف بانه «أأأ»..

## إرشادات اتاحة محتوى الويب 1.0 (WCAG 1.0)
إن قواعد اتاحة محتوى الويب 1.0 نشرت وأصبحت توصية من قبل رابطة الشبكة العالمية (W3C) في 5 ايار / مايو، 1999.

## إرشادات اتاحة محتوى الويب 2.0 (WCAG 2.0)
إن قواعد محتوى الويب 2.0 نشرت وأصبحت توصية من قبل رابطة الشبكة العالمية (W3C) في 11.12.2008. كانت مسودة عمل قواعد محتوى الويب 2.0 نشرت من قبل رابطة الشبكة العالمية (W3C) في 25 كانون الثاني / يناير، 2001، الإصدار الأخير من مسودة العمل صدر في 11 كانون الأول / ديسمبر، 2007. إن مدة ألتسع سنوات التي استغرقها تطوير المسودة عائد إلى العمل والمناقشات الدؤبة والتي شارك فيها أناس من كافة الشرائح ألاجتماعية من جميع أنحاء العالم.

## مبادئ قواعد محتوى الويب
هذه المبادئ الأساسية لقواعد محتوى الويب ادناه معظمها يعتمد على التقنيات والوثائق التي تحتويها قواعد محتوى الويب والتي تحوي تفسيرات، استراتيجيات، وامثلة مفصلة.
1. صور: استخدام صيغة بديلة لوصف وظيفة كل صورة حتى يتسنى للمستخدمين الذين لا يرون الصورة على الأقل التعرف على محتواها كالمستخدمين الذين يعانون من ضعف البصر أو المستخدمين الذين يستعملون أجهزة بشاشات صغيرة أو شبكة ويب سرعتها بطيئة.
2. خرائط الصور: استخدام خرائط الصور يجب أن يكون من جانب متصفح ويب (العميل) فقط.
3. الوسائط المتعددة (صوت، صورة، فيلم...): يجب تقديم تعليق وتقديم نسخ مكتوبة من أي أغنية، وأوصاف مكتوبة عن أي فيديو.
4. الروابط ذات النص التشعبي أي عنوان إنترنت: استخدام نص ذي معنى حتى يفهم عندما يقرأ حتى بدون السياق. على سبيل المثال، تجنب «اضغط هنا».
5. الصفحة المنظمة. استخدام العناوين بشكل منطم ومتسلسل (h1 ثم h2 ثم h3 إلخ)، والقوائم، وهيكل متسق. يجب استخدام صفحات الطرز المتراصة CSS للتصميم حيثما كان ذلك ممكنا.
6. الخرائط والرسوم البيانيه: يجب استخدام تلخيص وافي (longdesc).
7. مخطوطات، برمجيات، & البرامج المساعدة: يجب توفير بديل مضمون في حال أن محركات البرامج يتعذر الوصول إليها أو انها غير مدعومه.
8. الاطر. استخدام العنصر بدون أطر (noframes) وعناوين ذات مغزى.
9. الجداول: إجعل قراءة خطا بخط ممكنة. وفر تلخيص للجدول. استعمل الجدول للمحتويات فقط ولا تستخدمه للتصميم ابدا
10. افحص العمل: استعمل الأدوات المتوفره وتائكد من صحة صفحات الويب مثلا web compliance manager.

## وصلات خارجية
- WCAG 1.0
- WCAG 2.0